# デザートテック SRS
デザート・テック SRS（Desert Tech Stealth Recon Scout (SRS)）は、ユタ州に本拠を置く銃器メーカーのデザートテック社（旧デザート・タクティカル・アームズ社）によって開発されたボルトアクション式狙撃銃である。2008年のショット・ショーで発表された。ブルパップ式デザインで知られている。
SRS コバートと呼ばれる派生型は、SRSの標準モデルと同等の機能を持つが銃身長が短縮されており、全長も短くなっている。
2021年3月1日、デザート・テック社は、2020年12月8日から3月5日までの間に製造されたSRSライフルの製品リコールを発表した。これは製造中の熱処理の問題により、発砲時に撃針が破損する可能性があったためである。 

## 設計および機能
SRSは、ブルパップ方式かつボルトアクション式のレイアウトである数少ない狙撃銃の1つであるという点で特に珍しい。これにより、SRSは標準的なレイアウトの狙撃銃に比べ、約11インチ（280mm）全長が短くなっていると言われている。 ブルパップ式のため、マガジンとボルトはグリップの後方にあるため、銃の操作性は他の従来型ライフルとも少し異なる。この設計はSRSよりも先に開発されたドイツのDSR-1狙撃銃と非常によく似ている。デザートテック社によれば、このレイアウトは重心を銃の後方に移動させ銃全体の重量バランスが良くなるとの事である。 スリングポイントは銃の中心線とバランスが取れており、下げたときに銃が水平に保持される。また、SRSには調節可能なチークレスト（頬当て）があり、隆起した輪郭のあるバットパッドは射手の肩によりしっかりと固定可能となる。銃の重さは軽い場合で10.5ポンド程度で、バイポッドや大型スコープで容易に使用が可能である。
SRSは.338ラプア・マグナム弾を主に使用する前提で設計されているが、この他にも.260レミントン、6.5mmクリードモア、6.5×47mmラプア、7mmウィンチェスターショートマグナム、.308ウィンチェスター、.300ウィンチェスターマグナムのような多種類の銃弾を使用可能である。弾倉は.338ラプア・マグナムの場合、通常5発入りのボックスマガジンを使用する。

## 型式および派生型
- ステルス・リコン・スカウト（SRS）
  - SRS-A1
  - SRS-A2（A1バージョンの改良型）
- ステルス・リコン・スカウト・コバート（銃身短縮モデル）
  - SRS-A1・コバート
  - SRS-A2・コバート（A1バージョンの改良型）

## 運用者
- ジョージア（グルジア） - ジョージア軍[4][5]。政府法執行機関および州の治安維持部隊でも使用されている。現地開発の消音機が使用されている。[6]
- タイ - タイ王国国家警察庁; 2012年～[7]
- サウジアラビア - サウジアラビア王室警備隊; 2013年～[7]。
- リトアニア - リトアニア軍; 2015年～[7]
- チェコ - チェコ国防省; 2015年～[7]
- ウクライナ - ウクライナ州防衛軍;  2016年～[7]

## 画像

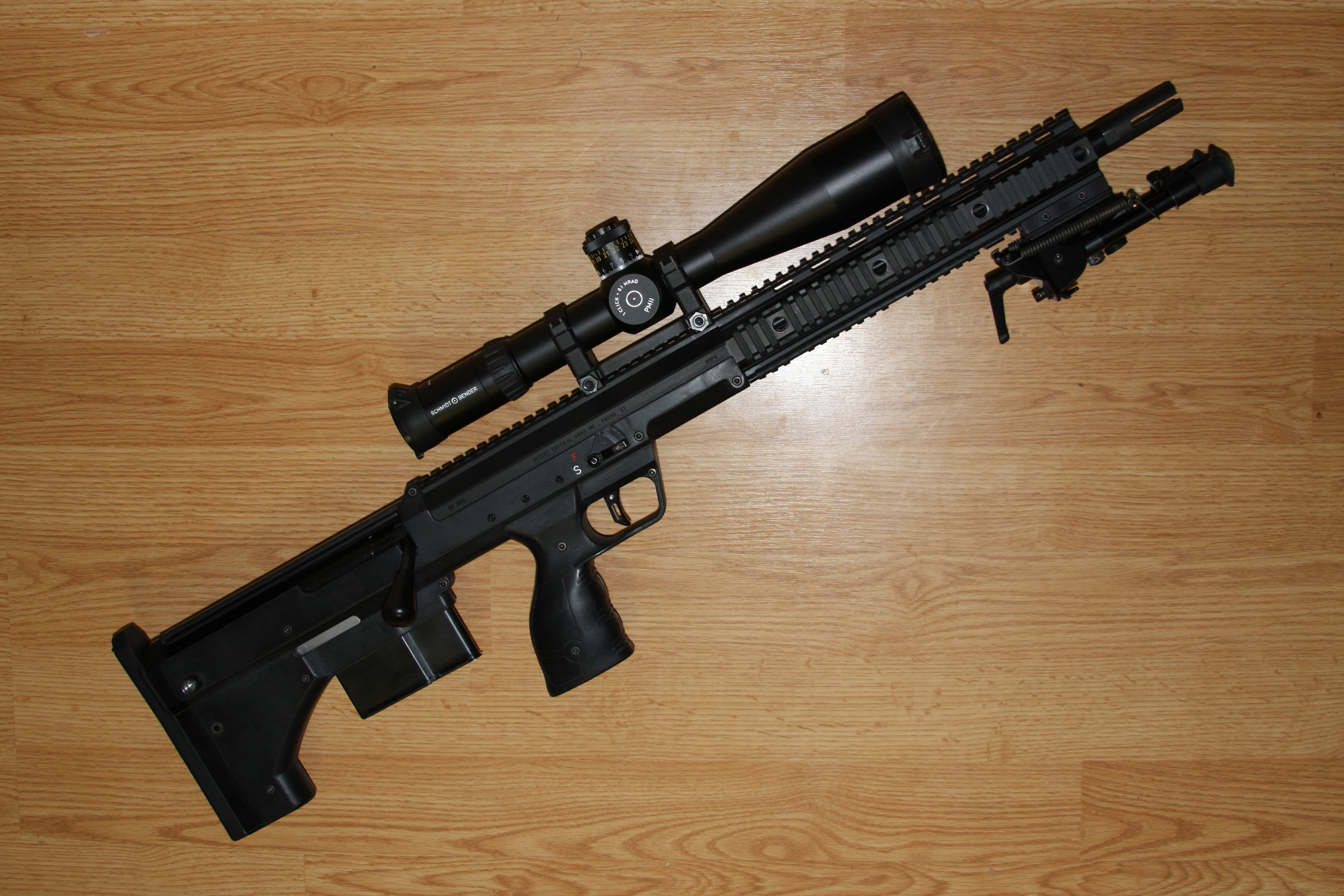
フラッシュハイダー付きSRS.308
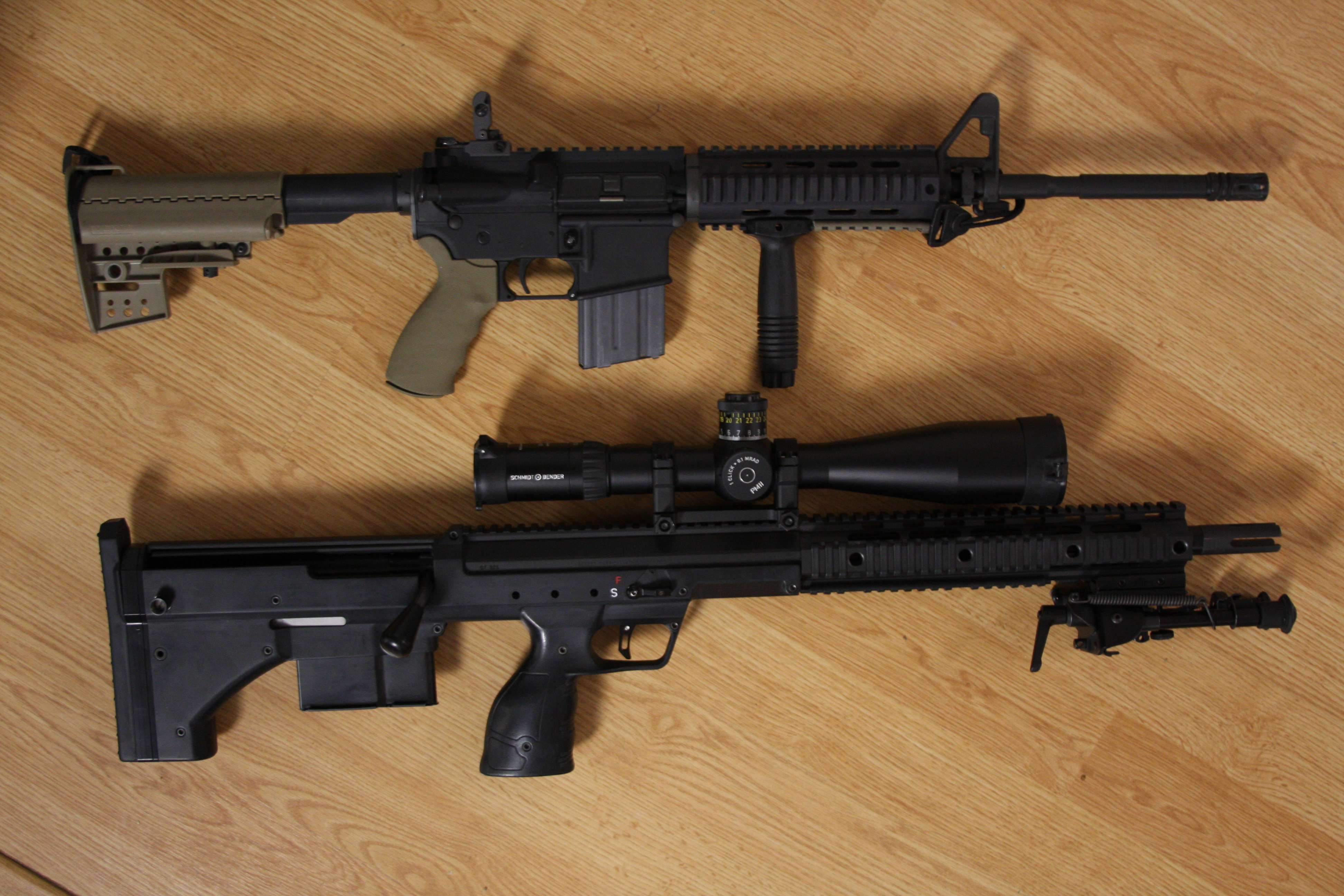
SRS.308とAR-15
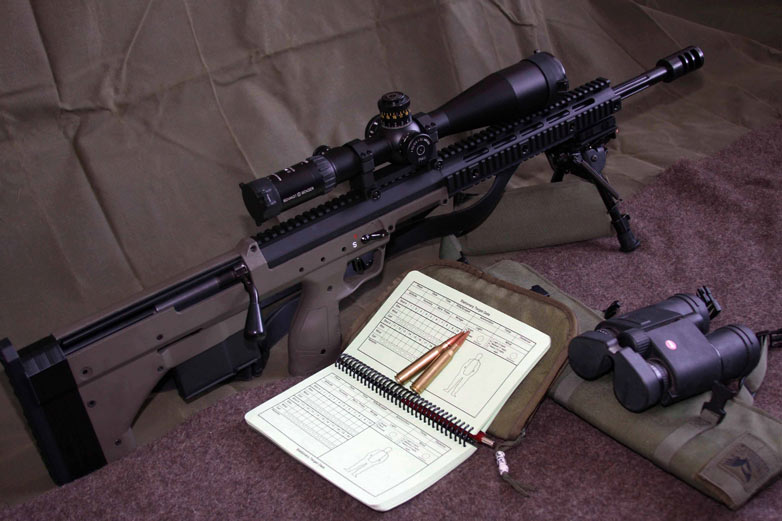
マズルブレーキ付きSRS.338